# Ernst August Otto Versmann
Ernst August Otto Versmann (* 4. Juli 1823 in Hamburg; † 7. April 1889 ebenda) war ein deutscher Apotheker und Fabrikant.

## Leben
Versmann war ein Sohn des Apothekers Johann Ernst Versmann (1772–1854) und dessen Ehefrau Elisabeth Magdalene Auguste Richardi (1799–1833). Der Hamburger Bürgermeister Johannes Versmann war sein Bruder. Nach seiner Schulzeit auf dem Christianeum in Altona studierte Versmann Pharmazie in Jena sowie Kiel. Während seines Studiums wurde er 1845 Mitglied der Burschenschaft Teutonia Jena. Er bestand 1848 in Hamburg seine Apothekerprüfung. 1849 wurde Versmann Hamburger Bürger und trat dem St. Pauli-Bürgerverein bei. Am 1. März desselben Jahres pachtete er von seinem Vater die Einhorn-Apotheke, die dieser am 26. Oktober 1816 in St. Pauli eröffnet hatte. Er führte die Apotheke bis 1876 und wurde zu Beginn des Jahres 1879 Teilhaber der Firma F. A. C. van der Linden & Co., einer 1828 gegründeten Fabrik für Farben, Drogen und Chemikalien.
Von 1861 bis 1876 fungierte Versmann als Apotheker der St. Pauli Armenanstalt und war 1872 bis 1876 Mitglied des Medizinalkollegiums. Er war von 1868 bis 1871 Vorsitzender des Apothekervereins. Zudem bekleidete Versmann eine große Zahl von bürgerlichen Ehrenämtern und engagierte sich in der St. Paulikirche.
Versmann gehörte von 1859 bis 1865 und 1871 bis 1889 der Hamburgischen Bürgerschaft als Abgeordneter an. Von 1871 bis 1889 war er Mitglied des Bürgerausschusses. Bei der Reichstagswahl 1887 trat er im zweiten Wahlbezirk als Kandidat des Reichstagswahlvereins an, unterlag jedoch dem sozialdemokratischen Mitbewerber Johann Heinrich Wilhelm Dietz.
Ernst August Otto Versmann heiratete am 14. Mai 1857 in Neuenbrock in Holstein Julie Adoline Marie Schmidt (1835–1898). Sie hatten zwei Söhne und zwei Töchter. Ihr Enkel war der General der Waffen-SS und Polizei-General Carl Oberg.